# Austroagrion pindrina
Austroagrion pindrina – gatunek ważki z rodziny łątkowatych (Coenagrionidae).